# Dieta hiposòdica
Una dieta hiposòdica o dieta baixa en sodi (o, popularment, dieta baixa en sal) és una dieta que no inclou més de 1.500 a 2.400 mg de sodi al dia.
El requisit mínim humà de sodi a la dieta és d'uns 500 mg al dia, que normalment és menys d'una sisena part de moltes dietes "condimentades al gust". Per a determinades persones amb pressió arterial sensible a la sal o malalties com la malaltia de Ménière, aquesta ingesta addicional pot causar un efecte negatiu en la salut.

## Efectes sobre la salut
Una dieta baixa en sodi té un efecte útil per reduir la pressió arterial, tant en persones amb hipertensió com en persones amb pressió arterial normal. En conjunt, una dieta baixa en sal (mediana d'aproximadament 4,4 g/dia – aproximadament 1800 mg de sodi) en persones hipertenses va provocar una disminució de la pressió arterial sistòlica en 4,2 mmHg i de la pressió arterial diastòlica en 2,1 mmHg.
No obstant això, aconsellar a la gent que mengi una dieta baixa en sal no té un efecte clar en persones hipertenses o amb pressió normal. El 2012, la revista britànica Heart va publicar un article que afirmava que una dieta baixa en sal sembla augmentar el risc de mort en aquells amb insuficiència cardíaca congestiva, però l'article es va retirar el 2013. L'article va ser retractat per la revista quan es va trobar que dos dels estudis citats contenien dades duplicades que no s'havien pogut verificar.
Un metge pot prescriure una dieta baixa en sodi per als pacients amb diabetis insípida.
Una revisió de Cochrane d'assaigs controlats de 2021 en persones amb malaltia renal crònica en qualsevol etapa, incloses aquelles en diàlisi, va trobar una evidència alta que la reducció de la ingesta de sal pot ajudar a reduir la pressió arterial tant sistòlica com diastòlica, així com l'albuminúria. No obstant això, també hi va haver proves de certesa moderada que algunes persones poden experimentar símptomes hipotensius, com ara marejos, després d'una restricció sobtada de sodi. No és clar si això afecta la dosi necessària per als medicaments antihipertensius. L'efecte de la restricció de sal sobre el líquid extracel·lular, l'edema i la reducció del pes corporal total també era incert.

## Contingut de menjar i beguda
El sodi es troba de manera natural en la majoria dels aliments. La forma més comuna de sodi és el clorur de sodi, que es pot trobar venut com, segons la mida i la forma dels cristalls de sal, en sal de taula i sal marina, entre d'altres. La llet, la remolatxa i l'api també contenen sodi naturalment, igual que l'aigua potable, encara que la quantitat varia segons la font. També s'afegeix sodi a diversos productes alimentaris. Algunes d'aquestes formes afegides són glutamat monosòdic, nitrit de sodi, sacarina sòdica, bicarbonat de sodi i benzoat de sodi.